# Вуле Журић
Вуле Журић (Сарајево, 1969) српски је књижевник, писац радио драма, филмских сценарија и новинских чланака.

## Биографија
Рођен је у Сарајеву 1969. године, где је завршио основно и средње образовање и уписао Историју југословенских књижевности на Филозофском факултету. Током рата у Босни и Херцеговини стигао је у Београд. У периоду 1999-2000. године, као стипендиста Међународног парламента писаца боравио у Понтедери, у Италији. Данас живи у Панчеву. Говори енглески и италијански језик. Превођен на енглески, немачки, италијански, шпански, грчки, португалски, пољски, словеначки и француски језик.
Журић спада у генерацију млађих прозаиста која се определила за измењену реалистичку слику са предзнаком документаристичког. 
Председник је Управног одбора Српског књижевног друштва.

## Дјела

### Књиге прича
- Умри мушки, Књижевна омладина Србије, Београд,, 1991.  978-86-7343-024-9  2180620
- Двије године хладноће, Време књиге, Београд, 1995.  37336844
- У кревету са Мадоном, Стубови културе, Београд, 1998.  57956108
- Валцери и сношаји, Самиздат Б 92, Београд, 2001.  978-86-7464-035-7  91297036
- Катеначо, Културни центар Новог Сада, Нови сад, 2011.  978-86-7931-197-9  261356039
- Тајна црвеног замка, Лагуна, Београд, 2015.  978-86-521-1717-8  211130380

### Романи
- Благи дани затим прођу, Самиздат Б 92, Београд, 2001.  978-86-7963-126-8  95664140
- Ринфуз, Самиздат Б 92, Београд, 2003.  978-86-7963-198-5  108886540
- Тигреро, Фабрика књига, Београд, 2005.  978-86-7718-029-4  124819468
- Црне ћурке и друга књига црних ћурки, Фабрика књига, Београд, 2006.  978-86-7718-039-3  132813836
- Мртве браве, Агора, Зрењанин, 2008.  978-86-84599-80-5  232525831
- Народњакова смрт, Лагуна, Београд, 2009.[2]  978-86-521-0310-2  171399692
- Недеља пацова, Лагуна, Београд, 2010.[3]  978-86-521-0554-0  178704140
- Српска трилогија, Културни центар Новог Сада, Нови Сад , 2012.[4]  978-86-7931-271-6  272507399
- Република Ћопић, Службени гласник, Београд, 2016.  978-86-519-1951-3  1537900999
- Помор и страх: повест о запису на кужном јеванћељу, Лагуна, Београд, 2018. ISBN, 8652129673, 9788652129676

### Преведена дела
- , , ,  2003.

### Антологије и избори – домаћи
- Тајно друштво, КОВ, 1998, Васа Павковић  50704396
- Ослобађање лектире, Наклада МД, 2003, Загреб, Игор Маројевић

### Антологије и избори
- , , 2003, Milano, Nicole Janiqro,
- ,  , , 2011, Angela Richter.

### Радио-драме
Драме су у продукцији Драмског програма Радија Београд емитоване на радио-таласима Јавног сервиса.
- Омча од хартије, посвећене животу и смрти Боре Станковића,
- Човек без перипетија, посвећене Милану Ракићу,
- Острво Ускоковић, посвећене Милутину Ускоковићу,
- Црни глас за белу хартију, посвећене Емануилу Јанковићу и
- Бранин орфеум у зунзариној палати, посвећене Брани Цветковићу.

### Сценариста
Коаутор је и сценарија за дипломски филм Милоша Ајдиновића Мртав човек не штуца. Mrtav covek ne stuca на веб-сајту  (језик: енглески) и сценарија за телевизијски филм Слепи путник на броду лудака. Сценариста је и седам епизода серијала Тврђаве на Дунаву у продукцији РТС-а.

## Награде и признања
- Награда „Борислав Пекић”, за синопсис романа Б., 1999.
- Награда Градске библиотеке Панчево, за роман Тигреро, 2006.
- Награда „Стеван Сремац”, за роман Недеља пацова, 2011.[6]
- Андрићева награда, за књигу прича Тајна црвеног замка, 2015.[7]
- Награда „Данко Поповић”, за роман Република Ћопић,2016.[8]
- Награда „Кочићево перо”, за роман Република Ћопић, 2016.
- Награда „Златни сунцокрет”, за роман Помор и страх, 2018.[9]
- Награда „Стеван Сремац”, за роман Помор и страх, 2019.[10]

## Галерија
- Журић у Пироту, 2019. године
- Журић у Пироту, 2019. године